# Трахова
Трахова — деревня в Кимрском районе Тверской области. Входит в состав Стоянцевского сельского поселения.

## География
Находится в юго-восточной части Тверской области на расстоянии приблизительно 27 км на запад-северо-запад по прямой от районного центра города Кимры в левобережной части района.

## История
Известна была с 1851 года как новопостроенная деревня из 21 двора. В 1859 году здесь (деревня Корчевского уезда Тверской губернии) был учтен 21 двор, в 1887 — 35. ныне имеет дачный характер.

## Население
Численность населения: 157 человек (1851 год), 158 (1859 год), 211 (1887), 0 как в 2002 году, так и в 2010.